# Castillo de Hardegg
El castillo de Hardegg (en alemán Burg Hardegg) es un castillo en la Baja Austria, Austria. Se encuentra a 317 m sobre el nivel del mar. Fue restaurado a finales del siglo XIX con la ayuda del arquitecto Carl Gangolf Kayser.